# هزارضلعی
| هزارضلعی منتظم | هزارضلعی منتظم                                    |
| --- | ------------------------------------------------- |
| یک هزارضلعی منتظم به‌راحتی از یک دایره قابل تمایز نیست. برش پایین، بخشی از هزارضلعی منتظم بالا است که ۲۰۰ برابر بزرگ‌تر شده و رأس‌های آن مشخص شده‌اند. |                                                   |
| اضلاع و رأس‌ها | ۱۰۰۰                                              |
| نماد اشلفلی | {۱۰۰۰}                                            |
| مساحت (با طول ضلع {\displaystyle a}) | {\displaystyle 250a^{2}\cot {\frac {\pi }{1000}}} |
| زاویه داخلی (درجه) | ۱۷۹٫۶۴                                            |

در هندسه، هزارضلعی یا کیلیاگون (به انگلیسی: Chiliagon)، یک چندضلعی با ۱۰۰۰ ضلع است. این چندضلعی توسط فیلسوفان مختلفی برای بیان دیدگاه‌های آن‌ها در مورد اندیشه به‌کار رفته است.

## هزارضلعی منتظم
یک هزارضلعی منتظم دارای ضلع‌ها و زاویه‌های داخلی برابر است. اندازهٔ زاویه‌های داخلی هر رأس آن، ۱۷۹٫۶۴ درجه بوده و مساحت آن با استفاده از رابطهٔ زیر محاسبه می‌شود:
{\displaystyle A=250a^{2}\cot {\frac {\pi }{1000}}\simeq 79577.2\,a^{2}}
نتیجه با مساحت دایره محیطی تنها ۰٫۰۰۰۴٪ اختلاف دارد.
یک هزارضلعی منتظم با استفاده از خط‌کش و پرگار قابل ترسیم نیست.

## کاربرد فلسفی
رنه دکارت در کتاب تأملات در فلسفه اولی، از هزارضلعی منتظم برای نشان‌دادن تفاوت بین تعقل محض با تخیل استفاده کرده‌است.
دانشمندان و فلاسفه دیگری از جمله ایمانوئل کانت، دیوید هیوم، گوتفرید لایبنیتس، جان لاک و آنری پوانکاره به بررسی‌های فلسفی در این زمینه انجام پرداخته‌اند.